# Villa Pennati
Villa Pennati è una villa di Monza sita in via Lecco 1.

## Storia
La villa fu costruita tra il 1820 ed il 1835 in forme tardo-neoclassiche.
Si trova all'inizio di via Lecco, a margine del "Lambretto" ed era attorniata da un giardino, oggi ridotto da successive trasformazioni edilizie. La facciata è sormontata da un frontone.
L'edificio appartenne dalla seconda metà del XIX secolo alla famiglia Pennati, da cui deriva il nome. Oggi è ancora residenza privata.